# История на Българската православна църква
Историята на Българската православна църква обхваща историята на всички просъществували православни религиозни институции, обединяваща православните българи в страната и извън нея от покръстването до наши дни.

## Предистория
Християнството било утвърдено още през първите три века след Христа в Македония, Гърция и Тракия. Най-видни негови проповедници там са апостолите Св. Андрей – по Черноморието и Св. Павел в Беломорието и Македония. Следващият веднага след Първият вселенски църковен събор, разглеждан и като негово продължение Сердикийски църковен събор от 343 – 344 г. неслучайно става в днешна София, където 32 години по-рано е издаден първият императорски едикт за легализиране на християнството и спиране преследванията срещу вярващите – известният Сердикийски едикт от 311 г. В 343 г. св. Атанасий Велики патриарх александрийски основава първият манастир на континента Европа – днешния Златноливаденски манастир при сегашното чирпанско село Златна ливада. В днешните български земи още тогава са направени и първите преводи на Библията – от Никита Ремесиански на тракийски език – известната Библия Бесика създал за това и азбуката на траките и на старогерманския готски език от епископ Вулфила, създал за написването на известната Библия на Вулфила готската писменост (до този момент готите си служат само с рунически знаци).
Необходимостта от църковна организация на българските земи, независима от Цариградската патриаршия възниква още с покръстването на българите в 864 г. Княз Борис I (852 – 889), чрез средствата на дипломацията и лавирайки между Източната и Западната църква, успява да създаде такава. На първо време това се оказва невъзможно и той трябва да се примири с архиепископ и висше духовенство от гръцки произход (макар и подчинени пряко на княза), както и с богослужение на гръцки език.

## Преславска патриаршия
На свикания през 893 г. Преславски народен събор, наред с избора на Симеон за български владетел, е взето решение за замяна на гръцкия език със славянски при богослужение. През своето управление цар Симеон I (893 – 927) постепенно заменя гръцкото висше духовенство с българско и създава Българската екзархия, която при наследника му цар Петър I (927 – 970) прераства в патриаршия.
На преговорите между царя и император Роман Лакапин през 927 г. се стига до имперско признаване на царската титла на българския владетел и до канонично въздигане на главата на Българската църква като патриарх на България. Първи български патриарх е Дамян Доростолски (Дръстърски), а седалището му е в столицата Велики Преслав. Впоследствие патриаршеския престол е преместен в Дръстър. Според авторитетни историци като Васил Златарски и Георги Бакалов още при цар Симеон I на втория всебългарски църковно-народен събор в 917 или 918 г. българската архиепископия е издигната в патриаршия за да бъде узаконен имперския му титул, този въпрос е тясно свързан с признанието на царската титла на Симеон от страна на Константинополската патриаршия, което все още не е напълно изяснен проблем в медиевистиката.
Във втората половина на 10 век българската държава изпада във военно-политическа слабост и част от териториите и са завладени първо от киевския княз Светослав, а след това от император Йоан Цимисхи. Предполага се, че след падането на Дръстър във вражески ръце патриарх Дамян търси убежище в Сердика (София), а по-късно патриарсите се установяват в новата столица на България – Охрид.

## Под византийска власт
След смъртта на цар Иван Владислав (1014 – 1018) голяма част от българската аристокрация губи вяра във възможността на царството да оцелее в продължаващата десетилетия война с Византия и е готова да се преклони пред империята, за да запази титлите, имуществото и привилегиите си. Към тази група се числял и последният патриарх на Първата българска държава Давид. Заедно с ичиргу боила Богдан той се явява пред Василий II Българоубиец в крепостта Струмица и му изказва покорството си. С края на Първото българско царство (1018) е сложен и край на Българската патриаршия.
На нейно място Василий II създава българската автокефална Охридска архиепископия, под върховенството на цариградската патриаршия. Според грамотите на Василий II, охридският архиепископ трябва да е от български произход, но подир смъртта на Йоан Дебърски (1018 – 1037) това правило престава да се спазва.

## Търновска патриаршия
След успешното въстание на търновските боляри Петър и Асен в 1185 г., българското царство е възстановено. Новопровъзгласеният цар Петър следва да получи благослов и да бъде коронясан от също независим български първойерарх. При обявяването на въстанието за пръв търновски архиепископ е избран българският свещеник Василий, който е ръкоположен в епископски сан според канона от трима епископи – видинският и още двама гърци, дошли в Търново по покана на братята за освещаване на построената от тях църква на св. Димитър Солунски, 3-мата епископи го обявят за глава на Българската църква в пределите на възстановената държава. Въпреки че нито Охридската архиепископия, нито Цариградската патриаршия реагират с някакъв свой акт отрицателно на случилото се, той няма официалното признанието на останалите поместни Църкви, затова не може автоматично да се стигне и до възстановяване на Българската патриаршия. Константинополската патриаршия само негласно признава Търновската църква за канонична, дава ѝ св. миро и не отрича да я счита за своя духовна автономна дъщеря, а Константинополският патриарх Йоан Каматир за да привлече българите срещу кръстоноците се пазари да признае независимостта и дори патриаршеската титла на Търновския предстоятел. През цялото царуване на Иван Асен I(1190 – 1197) и Петър IV (1185 – 1197) начело на българската църква стоял архиепископ Василий I, който след договарянето на унията между цар Калоян (1197 – 1207) и папа Инокентий III, получава от него на 8 ноември 1204 г. рангът примас (екзарх, първосвещеник) на България и става Формално подчинен на папата. Това положение се запазва при цар Борил (1207 – 1218) и до 1232 г. при управлението на цар Иван Асен II (1218 – 1241). След победата си над император Теодор Комнин при Клокотница (1230), Иван Асен II на практика владеел целия Балкански полуостров и е претендент за трона в Константинопол. Като остава излъган в надеждите си да бъде подкрепен от Римската църква в тези си амбиции, той счел продължаването на унията за безпредметно. Така владетелят се възползва от сближаването между България и Никейската империя, за да възстанови Българската патриаршия. На църковния събор в Лампаск през пролетта на 1235 г., който се води от Никейския (Константинополския) и Антиохийския източни патриарси, в присъствието на многобройни ромейски и български йереи и първенци и на императора, по решение на вселенския (никейския) патриарх Герман II и патриарсите на Йерусалим, Антиохия и Александрия за пръв патриарх на Търново е миропомазан българският архиепископ Йоаким I. Герман II му връчва утвърдителна грамота със златен печат, подписана и подпечатана от него, от останалите православни патриарси и всички присъстващи на събора ромейски архиереи. Събитието е отразено в „Разказа за възстановяване на Българската патриаршия“, поместен в „Синодика на цар Борил“.
Тъй като през цялото си съществуване патриаршията на Втората българска държава има за седалище столицата Търново, тя се нарича Търновска патриаршия. Седалището и е патриаршеският дворец, разположен на самия връх на укрепения хълм Царевец (Царевград). На същия хълм се е намирал и царския дворец и тази близост не е случайна. Тя символизира единството на светската и духовна власт в царството.
Една от основните задачи на Българската патриаршия е утвърждаването на царската власт и правото на царя да ръководи съдбините на „поверения му от бога народ“. Това превръща патриаршията в политическа организация и част от държавния апарат. Патриархът е един от членовете на синклита (царския съвет) и участва във всички важни събития от външно и вътрешнополитическия живот на царството. Понякога той изпълнявал и дипломатически мисии от особена важност.
Тъй като училищата са прицърковни и манастирски, а в тях преподават духовни лица, част от апарата на Българската църква, от образованието и литературният живот на практика са ръководени от нея. Патриарх Евтимий Търновски е един от най-забележителните писатели в Източноправославния свят, автор на правописна реформа и създател на Търновската книжовна школа, чието влияние се простира далеч зад границите на царството.
Изобразителното изкуство (стенопис, иконопис, миниатюра) също влизат в сферата на влияние на патриаршията.
Принадлежността на патриарсите Теодосий Търновски и Евтимий Търновски към религиозното учение на исихазмът спомага за широкото му налагане в Българската православна църква и царското обкръжение. От друга страна, учения противоречащи на доктрината на Патриаршията (богомилство, павликянство, адамитство, варлаамство и др.) са безмилостно преследвани.
Най-голяма е властта на Патриаршията при цар Иван Асен II, когато епархиите и включвали по-голямата част от Балканския полуостров. След упадъка на централната власт в 14 век тя губи много от тях. Разцеплението на Българската държава на Търновско, Видинско царство и Добруджанско деспотство след смъртта на цар Иван Александър (1331 – 1371), нанася нов удар върху Патриаршията. Владетелите на Видинско царство и Добруджанското княжество оказват натиск над висшия клир в своите земи, за да отхвърлят върховенството на Търновската патриаршия и да преминат на подчинение на цариградския патриарх.
Падането на Търново в ръцете на османските завоеватели през 1393 г. слага край на Търновската патриаршия. Последният патриарх на Втората българска държава, Евтимий Търновски е пленен и заточен в манастир в Тракия, навярно в Бачковския манастир, където се твърди, че е и гробът му.

## Под османска власт
След падането на Второто българско царство изчезва и автокефалната Търновска патриаршия, като епархиите ѝ стават част от Вселенската патриаршия. Единствено Охридската архиепископия (наричана понякога патриаршия) запазва самостоятелността си и дори претендира за духовната власт над православните християни в Османската империя. Това я въвлича в съперничество с Цариградската патриаршия.
Враждата с Цариградската патриаршия завършва с премахването на самостоятелността на Охридската архиепископия през 1767 г. За това допринася и вътрешното разделение на ръководния клир на „фанариотски“ и „автохтонен“, по терминологията на академик Иван Снегаров.
С настъпването на Възраждането редица прогресивни български водачи осъзнават вредата от липсата на Българска църква. Опитите на фанариотите да унищожат народностното самосъзнание на българите довеждат до желанието на последните да скъсат с Цариградската патриаршия и да възобновят националната си църква. За начало на борбата за църковна независимост се приема 1824 г. когато група заможни и влиятелни българи, предвождани от Димитраки Хаджитошев, се обявяват за замяната на гръцкия владика Методий с българина Гаврил Бистричанин. Събитието е последвано от протести срещу гръцките владици в Скопие, Самоков, Казанлък, Ески и Ени Заара.
Особено бурни са протестите през 1838 г. в Търново срещу назначаването на Панарет за търновски митрополит. В следващите години бунтове срещу висшето гръцко духовенство има в Ловеч, Видин, Сяр, Охрид, София и др. В Цариград, под ръководството на Неофит Бозвели, се създава Българска община с главна цел – независима Българска църква. Въпреки че водачите на движението, Неофит Бозвели и Иларион Макариополски, са заточени през 1845 г., борбата е продължена от Александър Екзарх, Гаврил Кръстевич, Никола Сапунов и други възрожденци.

## Българска екзархия
На 28 февруари 1870 г. чрез специален султански ферман е учредена Българска екзархия, чийто диоцез обхваща част от териториите в Османската империя с преобладаващо българско население. За пръв екзарх е избран видинският митрополит Антим I. Седалището на Екзархията е в Цариград.
През 1913 г. екзарх Йосиф I напуска Цариград и се установява в София. По силата на мирния договор, подписан в края на Първата световна война, Българската екэархия загубва епархиите си в Македония и Беломорска Тракия. След смъртта на Йосиф I през 1915 г. дълго време екзархията остава без предводител.

## Българска патриаршия
Схизмата между Българската екзархия и православните църкви е вдигната на 22 февруари 1945 година, седмици след избора за екзарх на Стефан I Български. Следващите години съвпадат с налагането на тоталитарния режим на Българската комунистическа партия (БКП), свързано с преследвания на Българската православна църква. През есента на 1948 година екзархът е принуден да подаде оставка и е изселен в Баня, а Светият синод е поставен под контрола на правителството и декларира лоялност към властите. На 8 ноември 1948 година митрополит Борис Неврокопски е убит. Неудобните митрополити и епархийски наместници са отстранени. Въпреки това доклад на заместник-министъра на вътрешните работи Йонко Панов от лятото на 1949 година определя Светия синод като стоящ на „вражески позиции... в услуга на международната реакция“.
През този период започват ограниченията за практикуване на православието, характерни за целия комунистически период, иззети са много църковни имоти, контролираният от комунистите Свещенически съюз пренебрегва църковната йерархия, като негови членове парадират с членството си в БКП и дори с атеизма си. През 1950 година Софийската семинария е прогонена от сградите си, Пловдивската е закрита, Богословският факултет е изваден от състава на Софийския университет и приемът в него е силно ограничен.
През 1950 г. e изработен „Устав на Българската православна църква“, наложен от правителството и ликвидиращ остатъците от самоуправление на църквата. Според него държавната администрация одобрява патриарха, митрополитите и архиерейските наместници и участва със свои представители в църковно-народните събори.
На 8 и 9 май 1953 година в салона на Българската академия на науките е проведен Третият църковно-народен събор на Българската православна църква. Присъстват 100 делегати, както и представители на част от православните църкви – извън тези от съветския блок присъства само гост от Антиохийската патриаршия. Вселенската патриаршия признава Българската църква за патриаршия едва през 1961 година. На 10 май съборът продължава работата си в Синодалната палата в леко разширен състав като Патриаршески. Със 104 от 105 гласа за патриарх е избран поддържания от властите пловдивски митрополит Кирил. Според неофициални заявления на висши духовници, като митрополитите Софроний Търновски и Паисий Врачански, Кирил „не е желан“, но изборът му е предрешен, тъй като „срещу силата няма какво де се прави“.
След смъртта на патриарх Кирил през 1971 г. патриаршеският престол е наследен от ловчанския митрополит Максим Български.
С настъпването на Прехода (10 ноември 1989 г.) Българската патриаршия е разтърсена от криза и заплашена от разцепление. Възникна така наречения „алтернативен синод“, оглавен от неврокопския митрополит Пимен, оспорващ законността на избора на Максим за патриарх. Създава се разкол в Българската православна църква. През юли 1996 г. в София се провежда църковно-народен събор, организиран от „алтернативния синод“, на който Пимен е обявен за патриарх. Министерският съвет на Жан Виденов не подкрепя този избор.
През 1998 г. в София се провежда Всеправославен събор, по искане на патриарх Максим, за решаване на спора. На него присъства патриарх Вартоломей I Константинополски, който изразява подкрепата си за Максим. С кончината на Пимен през 1999 г. „алтернативният синод“ загубва водача си, но не се отказа от по нататъшна борба.
През 2001 г. държавата в лицето на президента Георги Първанов и премиера Симеон Сакскобургготски изразява категорична подкрепа за патриарх Максим. Още в първия ден на XXXIX народно събрание, на 5 юли 2001 г. народният представител от НДСВ Борислав Цеков внася законопроект за вероизповеданията, насочен към преодоляване на последиците от разкола и легитимиращ патриарх Максим. Този проект заляга в основата на приетия през декември 2002 г. от Народното събрание Закон за вероизповеданията. На 15 юли 2003 г. Конституционният съд потвърждава, че Законът за вероизповеданията съответства на Конституцията.
На 20-21 юли 2004 г. полицията и прокуратурата предприемат акция по отстраняване на представителите на „алтернативния синод“ от църквите и имотите на Патриаршията. Ред правозащитни организации протестират срещу действията на държавата, обвинявайки я в нарушаване правото на българските граждани на свобода на религията. Шестима представители на „алтернативния синод“ сезират Европейския съд по правата на човека в Страсбург, изисквайки обезщетение в размер на близо 700 милиона евро за претендираното от тях нарушаване на права. На 22 януари 2009 г. съдът отхвърля две от жалбите и уважава едната (за нарушено право на вероизповедание) и дава тримесечен срок на спорещите страни (държавата и „алтернативния синод“) да постигнат извънсъдебно споразумение. Същият ден Светият Синод излиза с официално обръщение, в което критикува намесата на съда в Страсбург в каноничните дела на Българската патриаршия.
По време на посещението си в Москва през февруари 2009, президентът Първанов моли новоизбрания руски патриарх Кирил I за намеса в разкола на българската православна църква. С тази си постъпка, Първанов не зачита българската конституция, с която българската държава и институции се задължават да спазват принципите на религиозна неутралност и паритетност. Не е ясно и като какъв руският патриарх има правото да се намесва в църковните дела на БПЦ и да заема страна в спора с решението на Светия Синод за неизпълнението на решението на Европейския съд по правата на човека.
На 11 март 2009 г. в резиденция Бояна в София по инициатива на Светия Синод се провежда Всеправославна работна среща, в която вземат участие представители на повечето поместни православни църкви. Целта на срещата е да се формулира общоцърковно становище по решението на съда в Страсбург по българския казус. На следващия ден е огласено Комюнике от срещата, което утвърждава подкрепата на православния свят за каноничната Българска Патриаршия и се извеждат международноправни аргументи против решението.
Понастоящем двувластието в Българската патриаршия се счита за преодоляно.

## Допълнителни източници
- Васил Н. Златарски, История на България през средните векове. Т. I – III. С., 2007.
- Иван Снегаров, История на Охридската архиепископия. Т. I. С., 1995.
- Из старата българска литература. С., 1988.
- Тончо Жечев, Българският Великден или страстите български. С., 1975.
- Иван Божилов. Българската архиепископия XI – XII век. Списъкът на българските архиепископи. С., 2011.
- К. Динков, съставител. История на Българската църква.   Враца, Духовно възраждане, 1953. ISBN 954-799-045-4.